# Ziga (Ziga)
Pour les articles homonymes, voir Ziga.
Ziga est une commune rurale et le chef-lieu du département de Ziga dans la province du Sanmatenga de la région Centre-Nord au Burkina Faso.

## Géographie
Ziga se trouve à plus de 80 km au sud-est de Kaya, la capitale régionale, et à 30 km à l'ouest de Boulsa.
La ville est traversée par la route régionale 7 reliant Kaya à Zorgho et se trouve à plus de 30 km de la route nationale 15 reliant Kaya à Koupéla via Boulsa.

## Éducation et santé
Ziga accueille un centre de santé et de promotion sociale (CSPS) tandis que le centre hospitalier régional (CHR) se trouve à Kaya.
Ziga possède deux écoles primaires publiques et un collège d'enseignement général (CEG).